# Lynne Taylor-Corbett
Lynne Aileen Taylor-Corbett (Denver, 2 dicembre 1946 – Rockville Centre, 12 gennaio 2025) è stata una coreografa e regista teatrale statunitense.

## Biografia
Seconda delle sei figlie del vicepreside Travis Henry Taylor e della pianista Dorothy Johnson, nacque e crebbe in Colorado e si trasferì a New York a diciassette anni per studiare alla School of American Ballet. Nel 1967 si unì all'Alvin Ailey American Dance Theater, con cui danzò per due stagioni come unica ballerina caucasica della compagnia. Nel 1972 esordì a Broadway come ballerina di fila nel musical Promises, Promises e co-fondò una propria compagnia, il Theater Dance Collection. Grazie ad essa iniziò ad affermarsi come coreografa e cominciarono ad esserle commissionati balletti originali, come un adattamento di Narciso e Boccadoro per il Philadelphia Ballet; nel 1977 la compagnia esordì alla Brooklyn Academy of Music.
Nei primi anni 80 cominciò a ricevere commissioni dalle maggiori compagnie statunitensi, tra cui l'American Ballet Theatre, il New York City Ballet, il Pacific Northwest Ballet e il Miami City Ballet. Il suo stile era caratterizzato dal sincretismo tra balletto classico e teatro musicale, come rivela il suo primo successo, Great Galloping Gottschalk (su musiche di Louis Moreau Gottschalk), portato al debutto dal Ballet Theatre al Metropolitan Opera House nel 1982, e poi Chiaroscuro, rappresentato per la prima volta dal City Ballet nel 1994. Dal lungo sodalizio con il Carolina Ballet nacquero i balletti Carmina Burana (2000), Monet Impressions (2007), Dracula (2010) e Bolero (2018). Nel 2017 curò le coreografie de La Sirenetta per il Colorado Ballet.
Nel 1981 esordì come coreografa a Broadway con Shakespeare's Cabaret e vi tornò quattro anni più tardi per coreografare The Boys of Winter. Nei quindici anni successivi avrebbe curato le coreografie dei musical di Broadway Chess (1988), Sally Marr... And Her Escorts (1994), Titanic (1997), Jackie (1997) e Swing! (1999) per cui ottenne due candidature ai Tony Award: per la miglior regia di un musical e per le migliori coreografie. Parallelamente all'attività a Broadway, esordì a Hollywood nel 1984 curando la coreografia per la sequenza di danza di Kevin Bacon in Footloose; avrebbe lavorato per il cinema anche come coreografa in Il testimone più pazzo del mondo (1990), Vanilla Sky (2001) e Vita da strega (2005). Nel 2011 curò la regia e le coreografie di un nuovo allestimento de I sette peccati capitali per il New York City Ballet, con Patti LuPone e Wendy Whelan.
Dal matrimonio con il produttore musicale Michael Corbett, terminato con il divorzio nel 1983, ebbe il figlio Shaun Taylor-Corbett. È morta per un tumore alla mammella nel 2025 all'età di 78 anni.